# Macadamia ternifolia
Macadamia ternifolia är en tvåhjärtbladig växtart som beskrevs av F. Müll.. Macadamia ternifolia ingår i släktet Macadamia och familjen Proteaceae. Inga underarter finns listade i Catalogue of Life.